# كيابون أنبوبي
كيابون أنبوبي (الاسم العلمي:Cayaponia tubulosa) هو نوع من النباتات يتبع جنس الكيابون من الفصيلة القرعية.